# Черновска, Ленка
Ле́нка Черно́вска (чеш. Lenka Černovská; род. 16 декабря 1985) — чешская кёрлингистка.

## Команды
| Сезон                                          | Четвёртый          | Третий          | Второй          | Первый                                  | Запасной                                                           | Турниры                              |
| ---------------------------------------------- | ------------------ | --------------- | --------------- | --------------------------------------- | ------------------------------------------------------------------ | ------------------------------------ |
| 2006                                           | Камила Мошова      | Ленка Черновска | Линда Климова   | Анна Кубешкова                          | Тереза Плишкова тренер: Jana Linhartova                            | ПЕЮ 2006 (5 место)                   |
| 2007—08                                        | Катержина Урбанова | Ленка Черновска | Яна Шафарикова  | Dana Chabicovska (ЧЕ) Сара Ягодова (ЧМ) | Сара Ягодова (ЧЕ) Яна Шиммерова (ЧМ) тренер: Vlastimil Vojtus      | ЧЕ 2007 (8 место) ЧМ 2008 (12 место) |
| 2008—09                                        | Катержина Урбанова | Ленка Черновска | Яна Шафарикова  | Яна Шиммерова                           | Зузана Гайкова (ЧЕ) тренер: Edward Dezura                          | ЧЕ 2008 (10 место)                   |
| 2009—10                                        | Линда Климова      | Ленка Черновска | Камила Мошова   | Катержина Урбанова                      |                                                                    |                                      |
| 2010—11                                        | Линда Климова      | Ленка Черновска | Камила Мошова   | Сара Ягодова                            |                                                                    |                                      |
| 2011—12                                        | Линда Климова      | Камила Мошова   | Ленка Черновска | Катержина Урбанова                      | Paula Proksikova (ЧЕ) Сара Ягодова (ЧМ) тренер: Vladimir Cernovsky | ЧЕ 2011 (8 место) ЧМ 2012 (12 место) |
| Кёрлинг среди смешанных команд (mixed curling) |                    |                 |                 |                                         |                                                                    |                                      |
| 2002—03                                        | Lenka Hubková      | Ivan Prouza     | Ленка Черновска | Милош Гоферка                           |                                                                    | ЧЧСК 2003                            |
| 2010—11                                        | Радек Богач        | Сара Ягодова    | Petr Horak      | Klara Bouskova                          | Ленка Черновска, Марек Черновский                                  | ЧЕСК 2010 (11 место)                 |

(скипы выделены полужирным шрифтом)